# Супер Золотой мяч
Супер Золотой мяч (фр. Super Ballon d’Or) — футбольная премия, которая была вручена 24 декабря 1989 года спортивным журналом France Football лучшему футболисту последних трёх десятилетий.
По состоянию на конец 2024 года награда была вручена единожды нападающему Альфредо Ди Стефано, обойдя в голосовании Йохана Кройфа и Мишеля Платини. Награда присуждалась многократным победителям «Золотого мяча».
До 2021 года Супер Золотой мяч находился в музее «Реал Мадрида» на стадионе «Сантьяго Бернабеу» в качестве экспоната, но был выставлен на аукцион и продан за 187 тысяч фунтов.
В 2029 году France Football планирует провести вторую в истории церемонию награждения Супер Золотого мяча.